# Nakagyō-ku (Kyōto)
Nakagyō-ku (japanisch 中京区, deutsch „Zentraler Hauptstadtbezirk“) ist einer von elf Stadtbezirken (ku) von Kyōto, Japan.

## Geschichte
Der Stadtbezirk entstand am 1. April 1929 aus der Vereinigung des Südteils von Kamigyō-ku mit dem Nordteil von Shimogyō-ku.

## Geografie
Er ist als Innenstadtbezirk das Zentrum von Verwaltung, Konsum, Tourismus und Unterhaltung in Kyoto. Im Osten durchquert der Kamo den Bezirk. Parallel zu ihm verläuft die Kawaramachistraße, an deren Kreuzung mit der Shijostraße das Haupteinkaufsviertel der Stadt liegt.

## Sehenswürdigkeiten

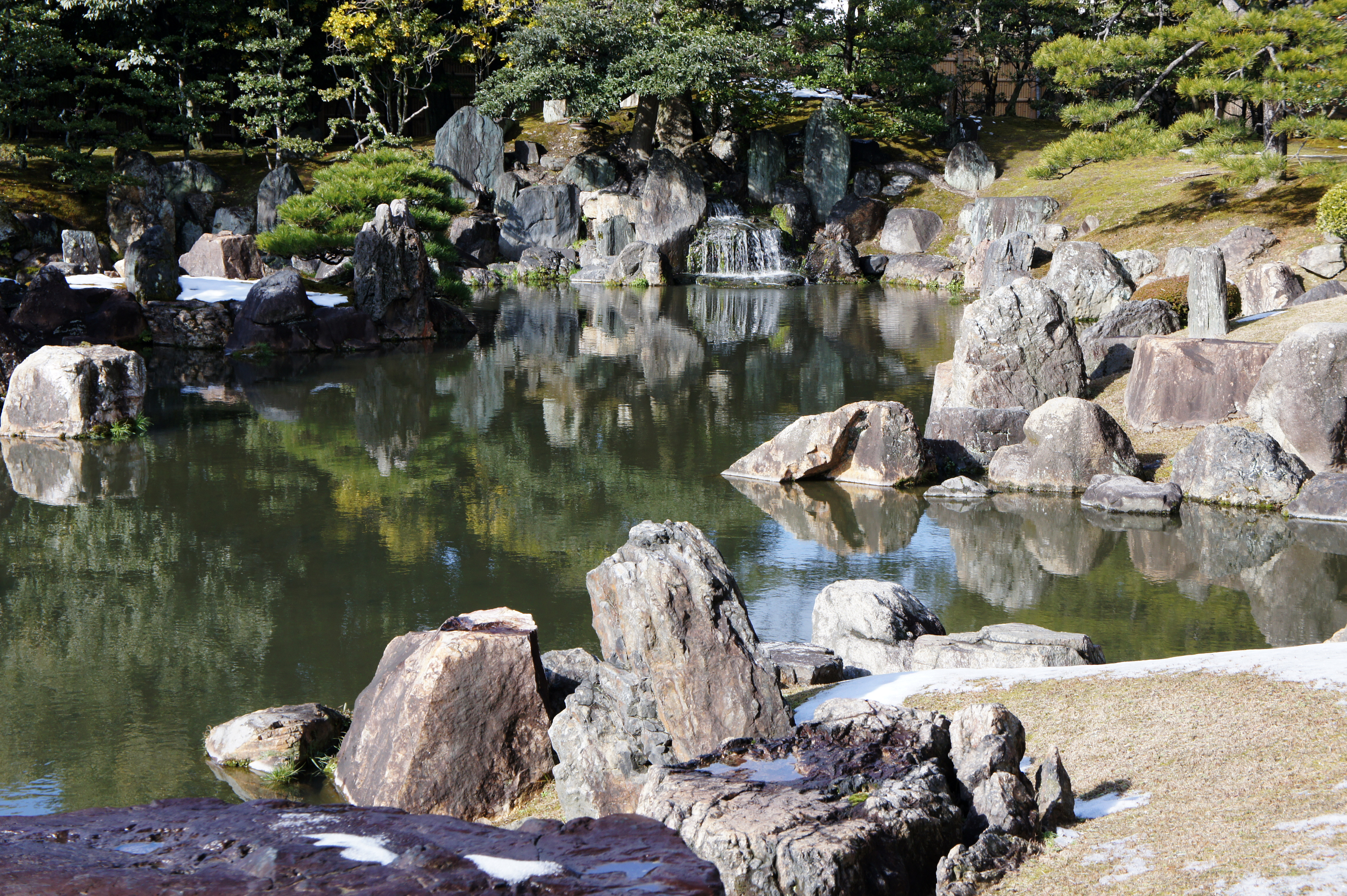
Die Burg Nijō-jō in Nakagyō-ku ist berühmt für ihre Architektur und ihre Gärten

Die drei bekanntesten Festivals von Kyoto, das Aoi-Matsuri, das Gion-Matsuri und das Jidai-Matsuri finden in Nakagyō-ku statt. Der Bezirk beherbergt zahlreiche historische Stätten, Tempel und Museen, unter anderem die Burg Nijō-jō (eine ehemalige Residenz des Tokugawa-Shōgunats) und das Kyōto International Manga Museum.
Der Tempel Rokkaku-dō wurde nach einem Brand 1877 neu erbaut.